# Fenixx Beigem Humbeek
Fenixx Beigem Humbeek (afgekort Fenixx BeigHum) is een Belgische voetbalclub uit Humbeek en Beigem, deelgemeenten van Grimbergen. De club is aangesloten bij de Koninklijke Belgische Voetbalbond (KBVB) en Voetbal Vlaanderen met stamnummer 39 en heeft zwart met groen, rood en geel als kleuren.

## Geschiedenis
De club is in 2022 ontstaan uit een fusie van de clubs FC Beigem en KFC Borght-Humbeek. De infrastructuur bestaat uit de "Site Parklaan" in Beigem en de "Site Nachtegaallaan" in Humbeek. De club telt 45 teams en meer dan 700 leden.

## Resultaten
| 2022/23 |  |  |  |  |  | 2 |  |  |  | Eerste Prov. Brab.  | 59 |                                        |
| 2023/24 |  |  |  |  |  | 2 |  |  |  | Eerste Prov. Brab.  | 58 |                                        |
| 2024/25 |  |  |  |  |  | 6 |  |  |  | Eerste Prov. Brab.  | 45 | Winst in de Interprovinciale eindronde |
| 2025/26 |  |  |  |  |  |   |  |  |  | Derde Afdeling VV A |    |                                        |